# 蔵王みはらしの丘・ミュージアムパーク

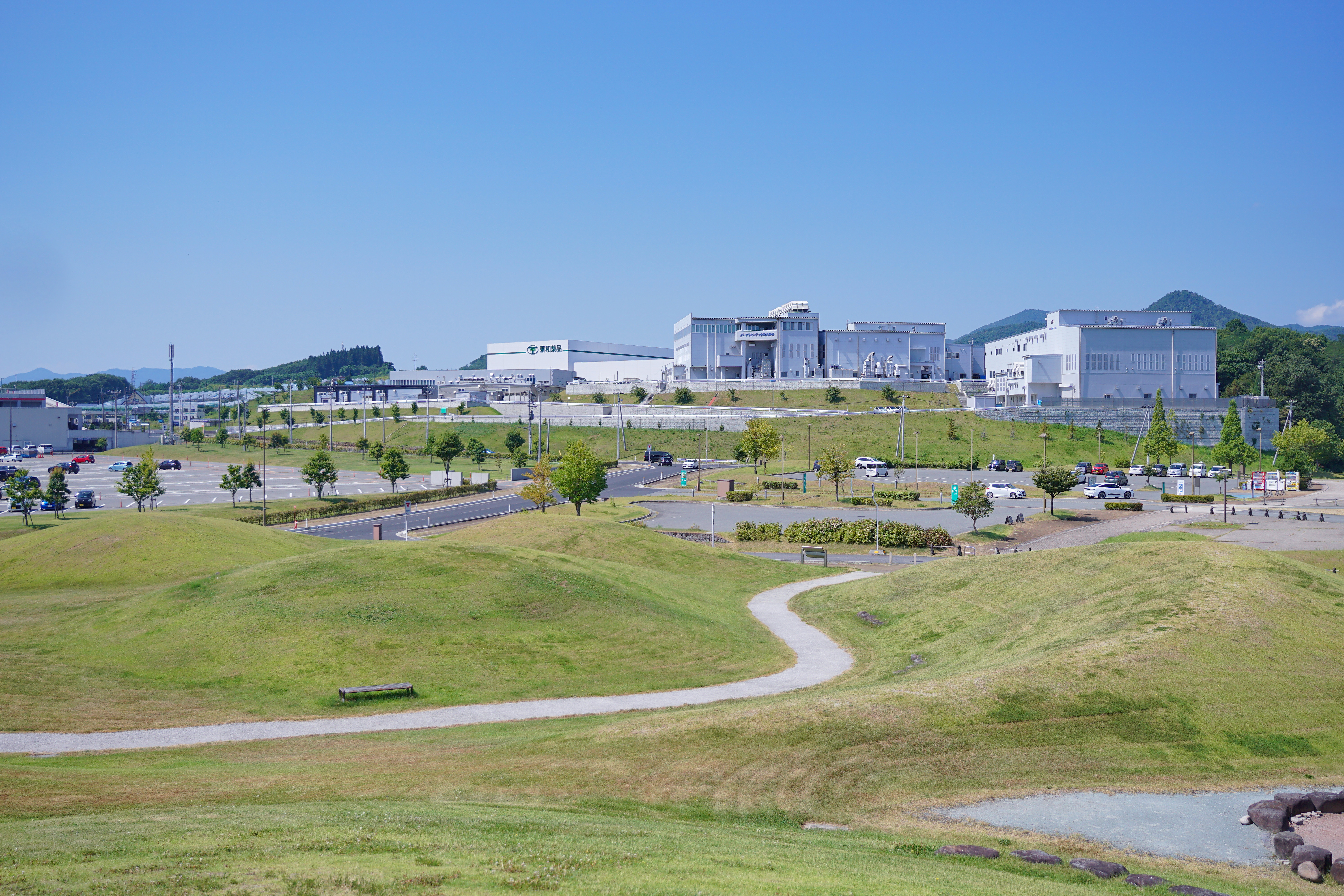
蔵王みはらしの丘・ミュージアムパーク

蔵王みはらしの丘・ミュージアムパークは、山形県山形市にある都市公園。蔵王みはらしの丘内にある。
公園の管理棟にあたる施設、はらっぱ館の愛称で知られる。

## 施設概要
- はらっぱ館

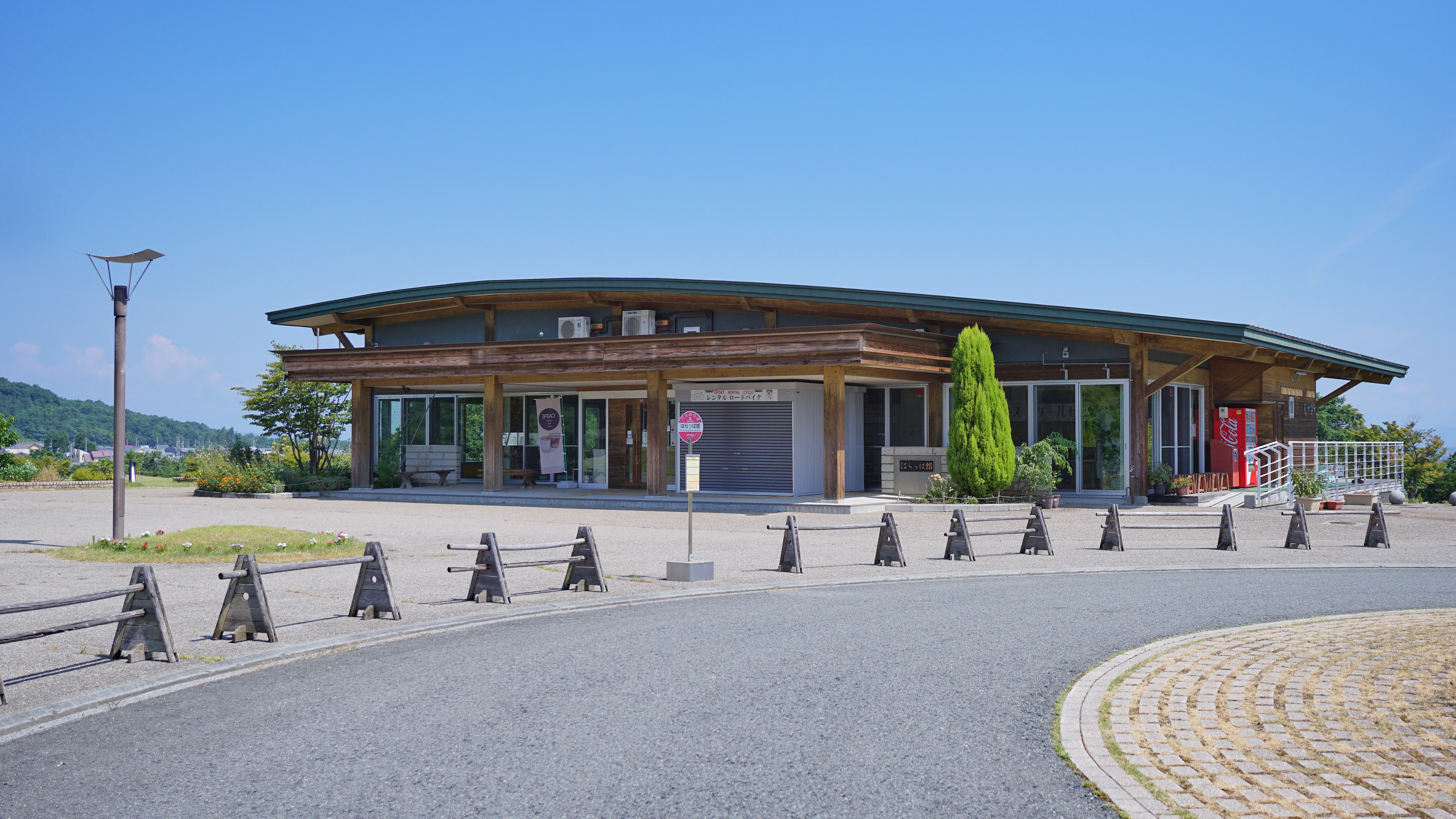
はらっぱ館

  - 2009年7月18日開館。名称は2008年12月3日から12月25日の間、県民に候補を募集し決定した。
- グラウンド・ゴルフ
- スケートパーク

## アクセス
- 山形新幹線
  - 山形駅から約8km（車で約15分、バスで約25分）
  - かみのやま温泉駅から約5km（車で約10分）
- 奥羽本線
  - 蔵王駅から約1.5km（車で約5分）
- 車
  - 東北中央自動車道・山形上山インターチェンジから約5km（車で約10分）